# László Babai
László (Laci) Babai (Budapeste, 20 de julho de 1950) é um matemático e cientista da computação húngaro.
É professor de matemática e ciência da computação na Universidade de Chicago. Seus focos de pesquisa são complexidade computacional, algoritmos, combinatória e grupos finitos, com ênfase na interação entre estes campos. É autor de mais de 180 artigos científicos.